# Odontosoria retusa
Odontosoria retusa är en ormbunkeart som först beskrevs av Antonio José Cavanilles, och fick sitt nu gällande namn av John Smith. Odontosoria retusa ingår i släktet Odontosoria och familjen Lindsaeaceae. Inga underarter finns listade.